# Florence Marly
Florence Marly o Florence Marly von Wurmbrand (2 de junio de 1918, Obrnice, Distrito de Most, Región de Ústí nad Labem, República Checa – 9 de noviembre de 1978, Glendale, California, Estados Unidos), cuyo nombre verdadero era Hana Smekalova fue una actriz de cine y televisión checoslovaca que trabajó en Francia, Argentina y Estados Unidos.

## Sus comienzos en Francia
Florence Marly estudiaba arte en la Universidad de la Sorbona, en París cuando sus felinas facciones llamaron la atención del director de cine Pierre Chenal, quien la incluyó en el reparto de su L'Alibi (1937) y, poco después, se casaron. Cuando se inició la Segunda Guerra Mundial Chenal fue incorporado a las fuerzas armadas y desmovilizado recién en 1941. Cuando los alemanes entraban en la zona libre donde se encontraba, en vista del antisemitismo nazi tomó el último tren que partía hacia Barcelona. 

## Viaje a la Argentina y retorno a Europa
Florence Marly había conseguido visas para la Argentina y partió hacia ella por separado pero cuando llegó a Buenos Aires no la dejaron desembarcar y la mandaron a Bolivia. Chenal por su parte salió de Marsella en el último barco que partió hacia América. A los tres días de su llegada a Buenos Aires estaba desesperado, sin dinero y sin saber donde estaba su mujer cuando lo buscó Luis Saslavsky, que lo conocía por sus filmes, y lo presentó en una productora. Allí fue contratado y, al mismo tiempo, a través de las autoridades localizó a Florence Marly que había estado gravemente enferma en Bolivia, por la altura, y que estaba muy delgada cuando se reencontraron.
En Argentina Marly actúa en tres películas –una de ellas ambientada en la Francia ocupada- y al finalizar la guerra regresan a Europa donde reanuda su actividad artística, recordándose en especial dos películas de 1947: Les Maudits (Los malditos), dirigida por René Clement, y Krakatit, una insólita producción, cercana a la ciencia ficción, rodada en Checoslovaquia por el director Otakar Vávra.

## Trabajo en Hollywood
En 1948 Marly fue contratada por la Paramount Pictures para trabajar en Hollywood, donde debutó con Sealed Verdict, drama bélico de Lewis Allen que coprotagonizó con Ray Milland y Broderick Crawford. En 1952 su esposo la dirigió en El ídolo en la que tuvo un papel estelar junto a Elisa Christian Galvé. 
Su rara belleza y una sensualidad que atravesaba la pantalla, no fueron aprovechados en Hollywood y Marly fue malgastada sin aprovecharse sus dotes actorales, en filmes mediocres –generalmente políciacos o bélicos- como acompañante de actores consagrados a los que servía como contrapunto femenino en tanto su imagen de pantera negra enjaulada, con las garras siempre afiladas y a punto de atacar, era usada en los carteles publicitarios de los filmes en que intervino. En 1957 Marly comenzó a trabajar para la televisión y también hizo una escapada a Corea para una de las presentaciones que se hacían para entretenimiento de las tropas.
Cuando su nombre apareció en las listas negras producto de la caza de brujas del senador Joseph McCarthy, Marly tuvo que volver a Europa hasta que se aclaró que había sido confundida con Anna Marly, una cantante rusa de night club. De retorno a Estados Unidos, ya divorciada de Pierre Chenal, trabajó en diversas series televisivas. Entre los filmes donde actuó Marly ocupa un lugar particular Planeta Sangriento, también conocida como Reina Sangrienta (Queen of Blood, 1966), dirigida por Curtis Harrington y en la que trabajan también John Saxon, Basil Rathbone, Judi Meredith y Dennis Hopper, que con el paso del tiempo pasó a ser una película de culto en el género de  ciencia ficción en su faceta más descarnadamente bizarra.

## Filmografía
Actriz
- The Astrologer (1975) .... Diana Blair
- Doctor Death: Seeker of Souls (1973) .... Tana
- Space Boy (1973)
- La muerte llama a la puerta (1967) .... Baronesa, invitada a la fiesta
- Planeta sangriento (1966) .... Reina alienígena
- Undersea Girl (1957) .... Leila Graham, la novia del gánster
- Confesiones al amanecer (1954)
- Gobs and Gals (1952) .... Soyna DuBois
- El ídolo (1952) .... Cristina Arnaud
- Tokyo File 212 (1951) .... Steffi Novak
- Secuestro (1949) .... Trina Pechinkov Landis
- Krakatit (1949) .... Princesa Wilhelmina Hagen
- Sealed Verdict  (1948) .... Themis DeLisle
- Los malditos (1947) .... Hilde Garosi
- Viaje sin regreso (1946) …Isabel
- El fin de la noche (1944)…Pilar
- La piel de zapa (1943) .... Fedora
- Le dernier tournant (1939) .... Madge, la domadora
- La brigade sauvage (1939) .... Isa Ostrowski
- Café de Paris (1938) .... Estelle
- La maison du Maltais (1938) .... Diana
- L'affaire Lafarge (1938) .... Emma Pontier
- Coartada (1937) .... La amante de Gordon

Guionista
- Space Boy (1973)

Compositor
- Space Boy (1973)

Banda sonora
- Secuestro (1949) (ejecutante: "These Foolish Things (Remind Me of You) "

## Televisión
- Love, American Style
  - Episodio Love and the Twanger Tutor) (1973).... Hilary (segmento "Love and the Twanger Tutor")
- Yo, espía
  - Episodio Always Say Goodbye (1966) .... Eliska
- El agente de CIPOL
  - Episodio The Tigers Are Coming Affair (1965) .... Drusilla Davina

- The Twilight Zone
  - Episodio Dead Man's Shoes (1962) .... Novia de Dagget
- El pistolero de San Francisco
  - Episodio The Prophet (1960) Oponente en ajedrez de Madam L - Paladin
- 77 Sunset Strip
  - Episodio A Check Will Do Nicely (1959) .... Madeleine
- Behind Closed Doors
  - Episodio A Cover of Art (1958) .... Marie Savit
- Suspicion
  - Episodio Death Watch (1958) .... Maria Nevada
- Dragnet
  - Episodio The Big Honeymoon (1958)
- The Millionaire
  - Episodio The Johanna Judson Story (1958) .... Elena
- The Adventures of Jim Bowie
  - Episodio The Quarantine (1957) .... Giselle Fry

Ella misma
- The Troy Cory Evening Show (1974) Serie